# 腺果藤
腺果藤，又名避霜花、刺藤，臺灣話亦稱齒戳（意為牙籤），为紫茉莉科腺果藤属下的一个种。

## 扩展阅读
- 維基物種上的相關：腺果藤